# Psaliodes subocellata
Psaliodes subocellata är en fjärilsart som beskrevs av Paul Dognin 1913. Psaliodes subocellata ingår i släktet Psaliodes och familjen mätare. Inga underarter finns listade i Catalogue of Life.